# Мангокі
Річка Мангокі (Mangoky) — річка на заході Мадагаскару. Має довжину 564 кілометри, протікає в регіонах Ацімо-Андрефана та Анузі. Річка утворена злиттям річок Мананантанана та Маціатра. Іншою важливою притикою є річка Зомандао.
Річка розташовується в центральній частині Мадагаскару на схід від міста Фіанаранцуа. Річка тече в основному в західному напрямку з високогір'я, перетинає південне розширення плато Бемараха, досягає прибережної рівнини та її дельти і впадає в Мозамбіцьку протоку на північ від міста Моромбе.
Протягом останніх 40 років більша частина Мадагаскару зазнала серйозної вирубки лісів, в основному внаслідок практики підсікання та спалювання корінними народами. Ця втрата лісу призвела до надзвичайної ерозії ґрунту в басейні річки Мангокі, про що свідчить багато піщаних кос, розташованих у руслі річки. Замулене зеленувато-коричневе озеро Іхотрі чітко помітно на південь від річки. Між озером і узбережжям є досить велика білувата піщана ділянка, яка перемежовується замуленими ставками. У південній частині дельти переважають послідовні бар'єрні острови та коси. Навпаки, у північній, захищеній частині дельти переважають припливні проходи та мангрові болота.